# LIVE HISTORY 2000〜2015
『LIVE HISTORY 2000〜2015』（ライヴ・ヒストリー）は、矢沢永吉のライブ・アルバム。2016年7月27日発売。2年後の2018年3月5日に再ミックス盤が発売（詳細後述）。

## 解説
2000年〜2015年（2001年を除く）のライブ音源を収録。ライブ・アルバムは『CONCERT TOUR"Z"2001』（2002年3月30日発売）から14年ぶり、複数年のライブ音源を収録のアルバムは『LIVE DECADE 1990〜1999』（2000年3月29日発売）以来16年ぶり。
2018年3月、矢沢本人の「わがまま」で本作の再ミックスを実施。以降出荷分より再ミックス盤となるほか、既発の本作購入者は再ミックス盤との無償交換を受け付ける。

## 収録曲
全作曲：矢沢永吉（特記以外）

### DISC.1
1. ラヴ・ファイター[5]
作詞：加藤ひさし
2. BELIEVE IN ME[6]
作詞：ちあき哲也
3. DON'T WANNA STOP[5]
作詞：西岡恭蔵
4. 夏のフォトグラフ[7]
作詞：西岡恭蔵
5. サブウェイ特急[6]
作詞：松本隆
6. バーボン人生[8]
作詞：西岡恭蔵
7. 居場所[9]
作詞：加藤ひさし
8. ROCKIN' MY HEART[10]
作詞・作曲：John McFee
9. ひき潮[5]
作詞：山川啓介
10. Sorry...[11]
作詞：山川啓介
11. WITHOUT YOU[12]
作詞：ちあき哲也
12. JAMMIN' ALL NIGHT[13]
作詞：小鹿涼
13. 棕櫚の影に[10]
作詞：西岡恭蔵
14. もうひとりの俺[5]
作詞：青山一
15. シーサイド#9001[14]
作詞：ちあき哲也
16. 銀のネックレス[15]
作詞：松本隆

### DISC.2
1. "カサノバと囁いて"[11]
作詞：大津あきら
2. 東京[16]
作詞：松井五郎
3. A DAY[6]
作詞：西岡恭蔵
4. ミスター・ギブソン[17]
作詞：大倉洋一
5. コバルトの空[11]
作詞：せきけんじ
6. フォーチュン・テイラー[18]
作詞：加藤ひさし
7. SO LONG[19]
作詞：西岡恭蔵
8. THE TRUTH[15]
作詞：加藤ひさし
9. カモン・ベイビー[8]
作詞：矢沢永吉
10. ロックンロール・ドラッグ[6]
作詞：加藤ひさし
11. 未来をかさねて[17]
作詞：加藤ひさし
12. ハートなんてクソくらえ[14]
作詞：ちあき哲也
13. 苦い雨[20]
作詞：西岡恭蔵
14. FLESH AND BLOOD[10]
作詞：売野雅勇
15. SEPTEMBER MOON[21]
作詞：ちあき哲也
16. 終わりじゃないぜ[22]
作詞：大津あきら